# アウグスト・ピノチェト暗殺未遂事件

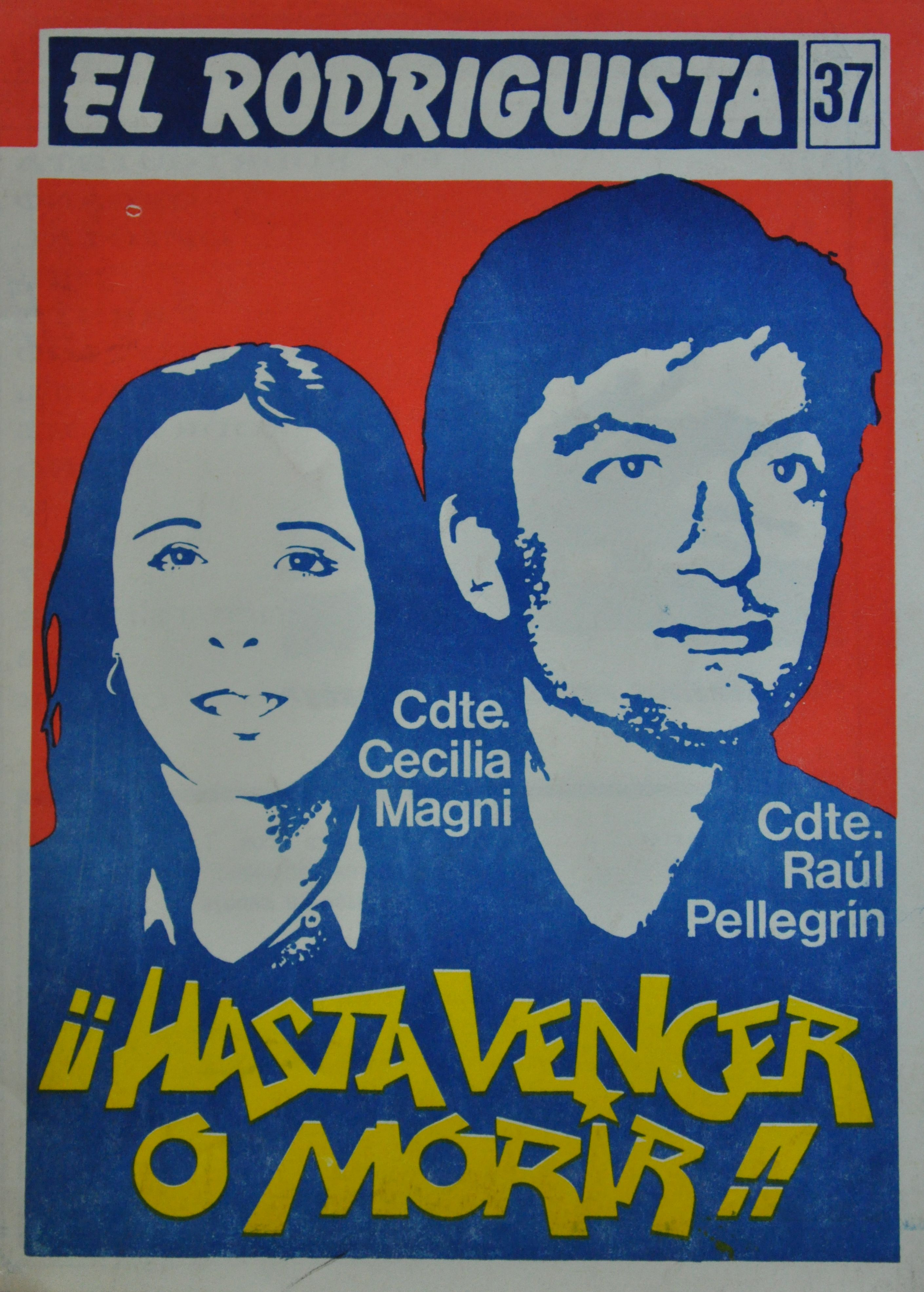
マヌエル・ロドリゲス愛国戦線が発行した秘密雑誌『エル・ロドリギスタ』の表紙を飾るラウール・ペレグリンとセシリア・マーニ。表紙は彼らの死の翌月の1988年11号のもの。ペレグリンとマーニはピノチェト暗殺未遂事件に参加した。

1986年9月7日、チリの都市ゲリラ組織のマヌエル・ロドリゲス愛国戦線（FPMR）のメンバーが独裁者のアウグスト・ピノチェトを乗せてサンティアゴへと向かう車列を待ち伏せするという暗殺未遂事件を起こした。

## 計画
マヌエル・ロドリゲス愛国戦線は1986年とピノチェトとの闘いにおける決定的な年とみなしていた。ゲリラたちはこの襲撃を「20世紀作戦」（スペイン語: Operación Siglo XX）と呼んでいた。パトリシオ・マンズによるとこの攻撃はスイスと彼の亡命先のパリの自宅で部分的に計画された。作戦のためのボディアーマーはスウェーデンとスイスの徴兵から譲り受けたと報じられている。
襲撃地点であるケスタ・デ・ラス・アチュパラスは、ゲリラによって慎重に選択された。ケスタ・デ・ラス・アチュパラスはサンティアゴとカホン・デル・マイポを結ぶ山岳地帯のボトルネック道路であり、ゲリラたちは神学校の学生を装ってその近辺に家を借りた。計画では大型車両を使って車列の通行を阻止することになっていた。
8月31日に元大統領のホルヘ・アレッサンドリが死去したためにピノチェトはサンティアゴに戻る必要があり、襲撃の日程が変更された。

## 暗殺未遂事件
ピノチェトの車列は18時35分に目標地点に到着すると激しい銃撃を受けた。ゲリラたちは17丁のライフルを持っていたが、1丁を除いて全てがM16ライフルだった。また10丁のM72 LAWロケット弾、1丁のサブマシンガン、そして「未知数」の手製手榴弾も所持していた。現地の山岳地帯の形状のため、ピノチェトの護衛たちは近くの軍や警察部隊との無線通信を使用できなかった。しかしながらピノチェトの車は渓谷の狭い道路にあったにもかかわらず、ロケット弾の直撃を受ける前に方向を変えて現場から脱出した。またピノチェトの車に投げられた手榴弾は不発に終わった。ピノチェト自身に怪我はなかったが、銃撃により護衛兵5人が死亡、11人が負傷した。当初ゲリラたちはピノチェト殺害を成功したと思い込み、警備スタッフになりすまして現場から逃走し、軍や警察の追跡を振り切った。

## 余波
この暗殺未遂事件は独裁政権への反対派への弾圧の波を引き起こした。リカルド・ラゴス、パトリシオ・ハレス、ヘルマン・コレアといった事件とは無関係の野党関係者が逮捕され、また既に拘束されていたジャーナリストのホセ・カラスコが殺害された。ピノチェト暗殺失敗はマヌエル・ロドリゲス愛国戦線の内部危機を引き起こし、その結果、1987年までに分裂し、共産党から完全に独立した。襲撃実行犯は様々な運命に直面したが、その多くは1986年10月から1990年のチリのチリの民主化移行までの数年間のうちに追い詰められた。襲撃の「作戦指導者」だったホセ・ホアキン・ヴァレンズエラはアルバニア作戦の際に超法規的に殺害された。襲撃関与者のうち数人は刑務所に収監されたが、1990年にトンネルを通って脱獄した。